# Meteorus tricolor
Meteorus tricolor är en stekelart som beskrevs av Szepligeti 1913. Meteorus tricolor ingår i släktet Meteorus och familjen bracksteklar. Inga underarter finns listade i Catalogue of Life.